# Institut d'histoire de l'Amérique française
L'Institut d'histoire de l'Amérique française (IHAF) est la principale association des historiens et historiennes professionnels du Québec et des spécialistes de l’Amérique française. Fondé en 1946 par Lionel Groulx, l'Institut est un organisme à sans but lucratif reconnu comme organisme de bienfaisance. Depuis 1947, l'Institut publie la Revue d'histoire de l'Amérique française, le plus important périodique d'histoire du Québec.

## Historique
C'est le 24 juin 1946, dans un discours prononcé au banquet de la Société Saint-Jean-Baptiste de Montréal, que Lionel Groulx mentionne pour la première fois son intention de fonder l'Institut d'histoire de l'Amérique française : « L'état lamentable dans lequel j'avais trouvé, en 1915, l'enseignement de l'histoire du Canada — inexistant dans nos universités françaises — me fit chercher les moyens de restituer sa place et son rang à la grande discipline [...] le manque de ressources, les conditions misérables où mon collègue, M. Frégault, et moi-même continuons à travailler, m’ont empêché de fonder cet Institut ». La réunion de fondation a lieu chez Groulx le 13 décembre 1946. Les lettres patentes sont datées du 10 avril 1947.

## Prix
L'Institut remet périodiquement des prix et des distinctions : 
- Prix Lionel-Groulx : récompense le meilleur ouvrage portant sur un aspect de l’histoire de l’Amérique française et s’imposant par son caractère scientifique.
- Prix de l’Assemblée nationale : favoriser la production d’ouvrages reliés à l’histoire politique de l’Amérique française qui s’imposent par la qualité, l’originalité et la rigueur de la recherche historique et par leur accessibilité au grand public.
- Prix de la Revue d’histoire de l’Amérique française : récompense le meilleur article publié dans son dernier volume complet.
- Prix Michel-Brunet : récompense le meilleur ouvrage traitant d’un sujet historique produit par un jeune historien québécois de moins de 35 ans.
- Prix Louise-Dechêne : récompense la meilleure thèse rédigée en français ou en anglais et dont le sujet porte sur l’histoire de l’Amérique française.